# CREB
CREB (англ. cAMP response element-binding protein) — транскрипционный фактор. Он связывается с определёнными последовательностями ДНК, которые называются CRE (cAMP response elements), регулируя (усиливая или ослабляя) транскрипцию соответствующих генов.
CREB впервые был описан в 1987 г как цАМФ-зависимый транскрипционный фактор, регулирующий работу гена соматостатина.
К генам, транскрипция которых регулируется CREB, относятся c-fos, ген нейротрофина, BDNF (мозгового нейротрофического фактора), тирозин-гидроксилазы, многих нейропептидов (например, соматостатина, энкефалина, VGF, кортиколиберина).
CREB близок по структуре и функциям к CREM (cAMP response element modulator) and ATF-1 (activating transcription factor-1). CREB-белки есть у многих животных и человека.
Доказана роль CREB в нейрональной пластичности и формировании долговременной памяти.

## Подтипы
У человека CREB и CREB-подобные белки кодируются следующими генами:
- CREB1
- CREB2 (ATF4)
- CREB3
- CREB5
- CREB3L1
- CREB3L2
- CREB3L3
- CREB3L4

## Механизм действия
Типичная (хотя и несколько упрощённая) последовательность событий следующая: на мембранный клеточный рецептор действует сигнальное вещество, в клетке повышается концентрация вторичного мессенджера, например, цАМФ или ионов Ca2+, который активирует протеинкиназу. Активированная протеинкиназа перемещается в клеточное ядро, где фосфорилирует и тем самым активирует CREB. Активированный CREB связывается с CRE-участком промотора, а затем с CBP-белком (CREB-binding protein), который коактивирует его, обеспечивая включение или выключение гена. Связывание с ДНК обеспечивается его основным лейцин-содержащим доменом (bZIP-домен) по принципу «застежки-молнии», как показано на иллюстрации.

## Функции
CREB выполняет разнообразные функции во многих тканях и органах, хотя в основном изучались его функции, связанные с работой мозга. Функции CREB в нейронах связаны с формированием долговременной памяти; это было показано в работах на морском зайце Aplysia, плодовой мушке Drosophila melanogaster, серой крысе Rattus norvegicus (см. Молекулярные и клеточные механизмы памяти). CREB необходим для поздней стадии долговременной потенциации. CREB также играет важную роль в развитии наркозависимости. Существуют формы CREB, активирующие и ингибирующие транскрипцию. Генетически модифицированные дрозофилы со сверхэкспрессией ингибирующей формы теряли способность к формированию долговременной памяти. CREB играет важную роль в выживании нейронов, что было продемонстрировано на генетически модифицированных мышах с нокаутированными генами CREB и CREM в тканях головного мозга. Если СREB нокаутирован во всех тканях зародыша, мышь погибает сразу после рождения, что также показывает важность CREB для жизнеспособности.

## Связь с заболеваниями
Нарушение функционирования CREB в головном мозге может быть связано с возникновением и развитием болезни Хантингтона. Нарушения в работе белков CBP, связывающихся с KID-доменом CREB, ассоциировано с синдромом Рубинштейна-Тэйби. Видимо, CREB также связан с развитием некоторых типов злокачественных опухолей.

## CRE(cAMP response element)
cAMP response element — последовательность ДНК, с которой связывается CREB. В частности, через связывание с CRE опосредуются влияния протеинкиназы А на синтез белков.